# Madagascar ai Giochi della XXXI Olimpiade
Il Madagascar ha partecipato ai Giochi della XXXI Olimpiade, che si sono svolti a Rio de Janeiro, Brasile, dal 5 al 21 agosto 2016, con una delegazione di sei atleti impegnati in quattro discipline. Portabandiera alla cerimonia di apertura è stata la mezzofondista Éliane Saholinirina.
Si tratta della dodicesima partecipazione di questo paese ai Giochi estivi. Così come nelle precedenti edizioni, non sono state conquistate medaglie.

## Atletica leggera
- 110 m ostacoli maschili - 1 atleta (Ali Kamé)
- 3000 m siepi femminili - 1 atleta (Éliane Saholinirina)

## Judo
- 48 kg femminili - 1 atleta (Asaramanitra Ratiarison)

## Nuoto
- 100 m farfalla maschili - 1 atleta (Ralefy Anthonny Sitraka)
- 100 m stile libero femminili - 1 atleta (Estellah Fils Rabetsara)

## Sollevamento pesi
- 63 kg femminili - 1 atleta (Elisa Ravololoniaina)